# シーケンシャル・ファンクション・チャート

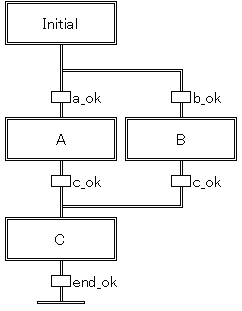
シーケンシャル・ファンクション・チャート（SFC）

シーケンシャル・ファンクション・チャート(Sequential function chart)またはSFC言語（～げんご）はプログラマブルロジックコントローラ(PLC)用のグラフィカルなプログラム言語で、 IEC 61131-3標準で定義される5言語のうちのひとつ。IEC 848 "Preparation of function charts for control systems" で定義されており、またfr:Grafcet （グラフセ）もベースとなっている。
この言語はシーケンス制御を状態遷移図のように記述するのに適している。

## コンポーネントと機能
シーケンシャル・ファンクション・チャートの主なコンポーネントには以下のものがある。
ステップ(step)アクション（処理）を記述した制御のひとかたまり。アクションは、プログラミング言語（ラダー図やストラクチャード・テキスト等）で記述し、1つのステップに複数のアクションを割り当てたり、他のステップで再利用したりすることも出来る。
トランジション(transition)論理的な条件を記述して、ステップ間の状態遷移を制御する。
リンクステップとトランジション間といったコンポーネントを結ぶライン。
プログラムは初期ステップ（右図ではInitial）から開始する。図中の大きい長方形がステップで、ステップ直前の小さい四角形がトランジション（条件）を表す。
トランジションに記述されている条件が true（真）になると、直下のステップが起動する。ステップ内の「アクション」はプログラム中のどこに書かれていても実行される。

## 参考
- プログラマブルロジックコントローラ
- IEC 61131-3
- ラダー・ロジック
- ファンクション・ブロック・ダイアグラム
- ストラクチャード・テキスト